# Pascal Maria
Pascal Maria (Nizza, 16 febbraio 1973) è un ex giudice di tennis francese, attivo fino al 2017.
È uno dei giudici di sedia ad avere ottenuto il certificato Gold, la massima certificazione possibile, dall'International Tennis Federation.
Ha arbitrato in tutti i tornei del Grande Slam, tra i match più importanti a cui ha partecipato si contano le finali agli Australian Open 2006, 2009 e 2012, a Wimbledon 2008 e la finale dell'Open di Francia nel 2002, 2003, 2005, 2009, 2011,  2014 e 2017.
Ha partecipato come giudice di sedia anche a match di Coppa Davis e ai Giochi Olimpici di Pechino